# Draft de la NBA de 1997
El Draft de la NBA de 1997 se celebró el 25 de junio en Charlotte, Carolina del Norte. Un total de 12 jugadores no nacidos en Estados Unidos aparecieron entre las dos rondas, destacando los 4 jugadores australianos.

## Primera ronda

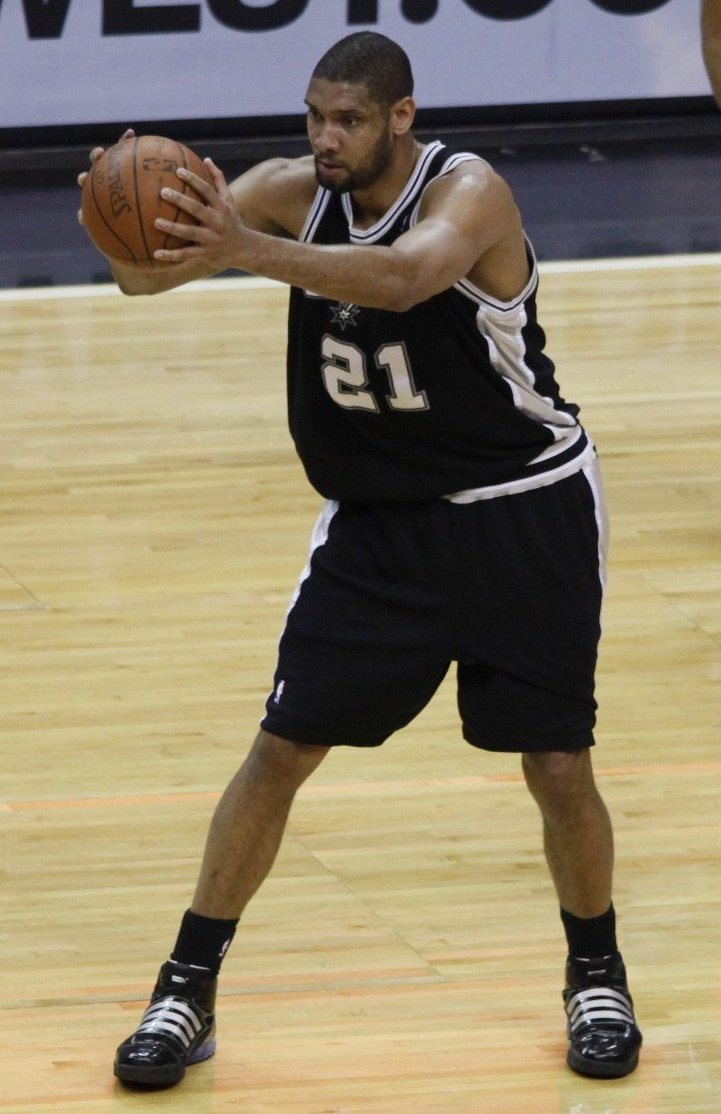
Tim Duncan, la 1ª elección.

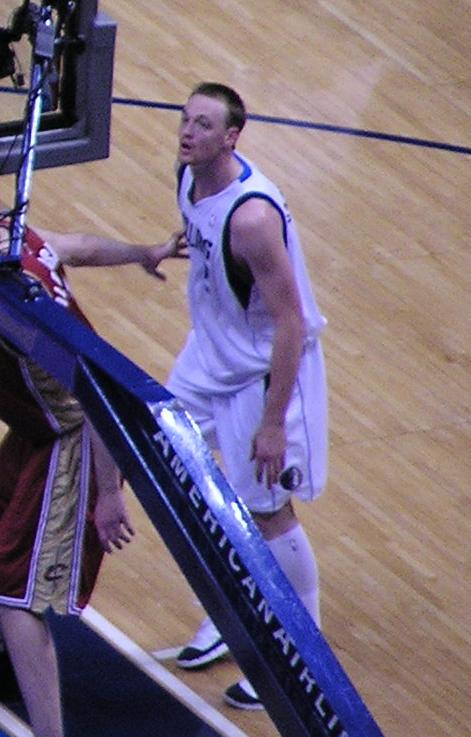
Keith Van Horn, la 2ª elección.

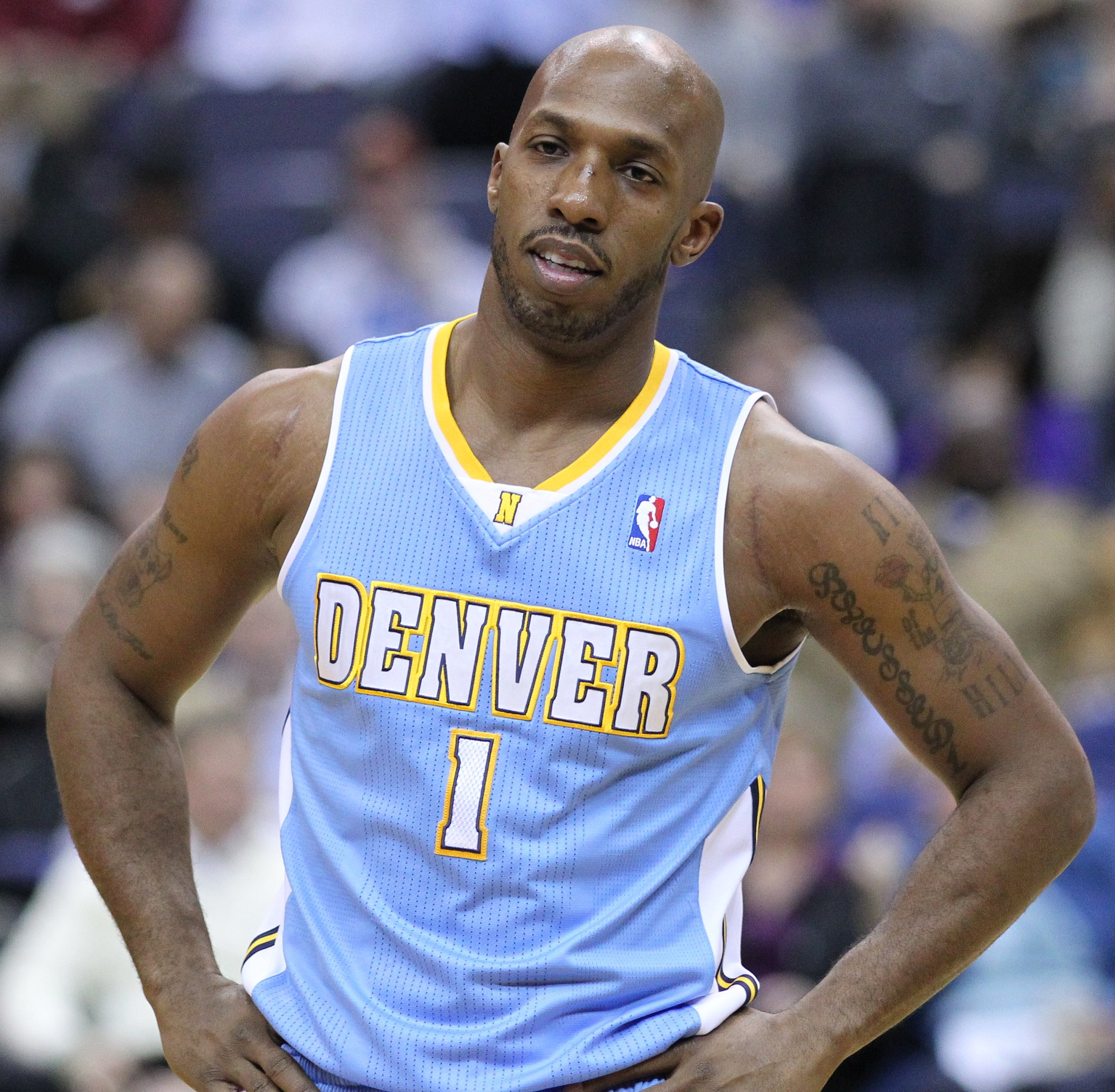
Chauncey Billups, la 3ª elección.

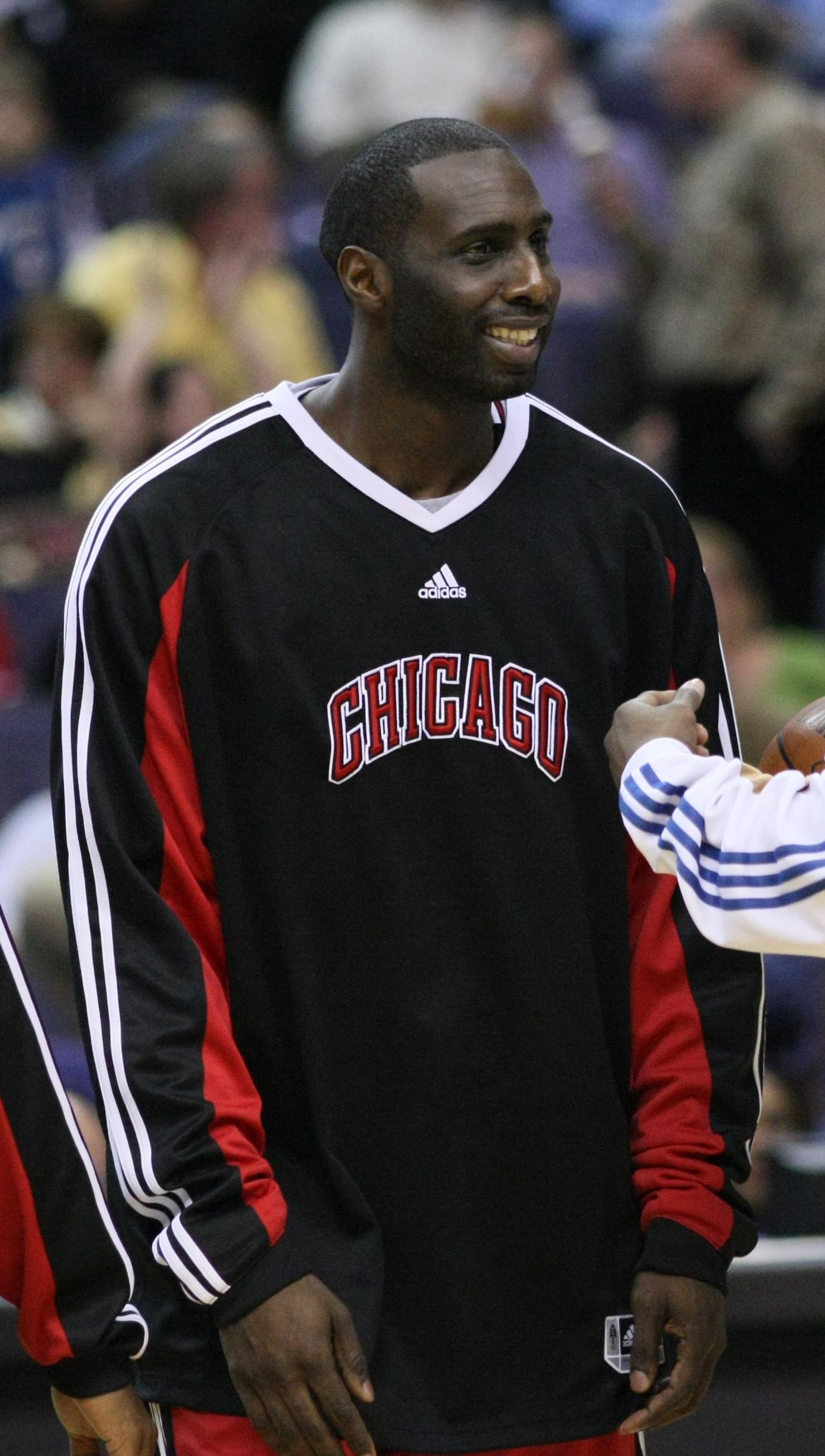
Tim Thomas, la 7ª elección.

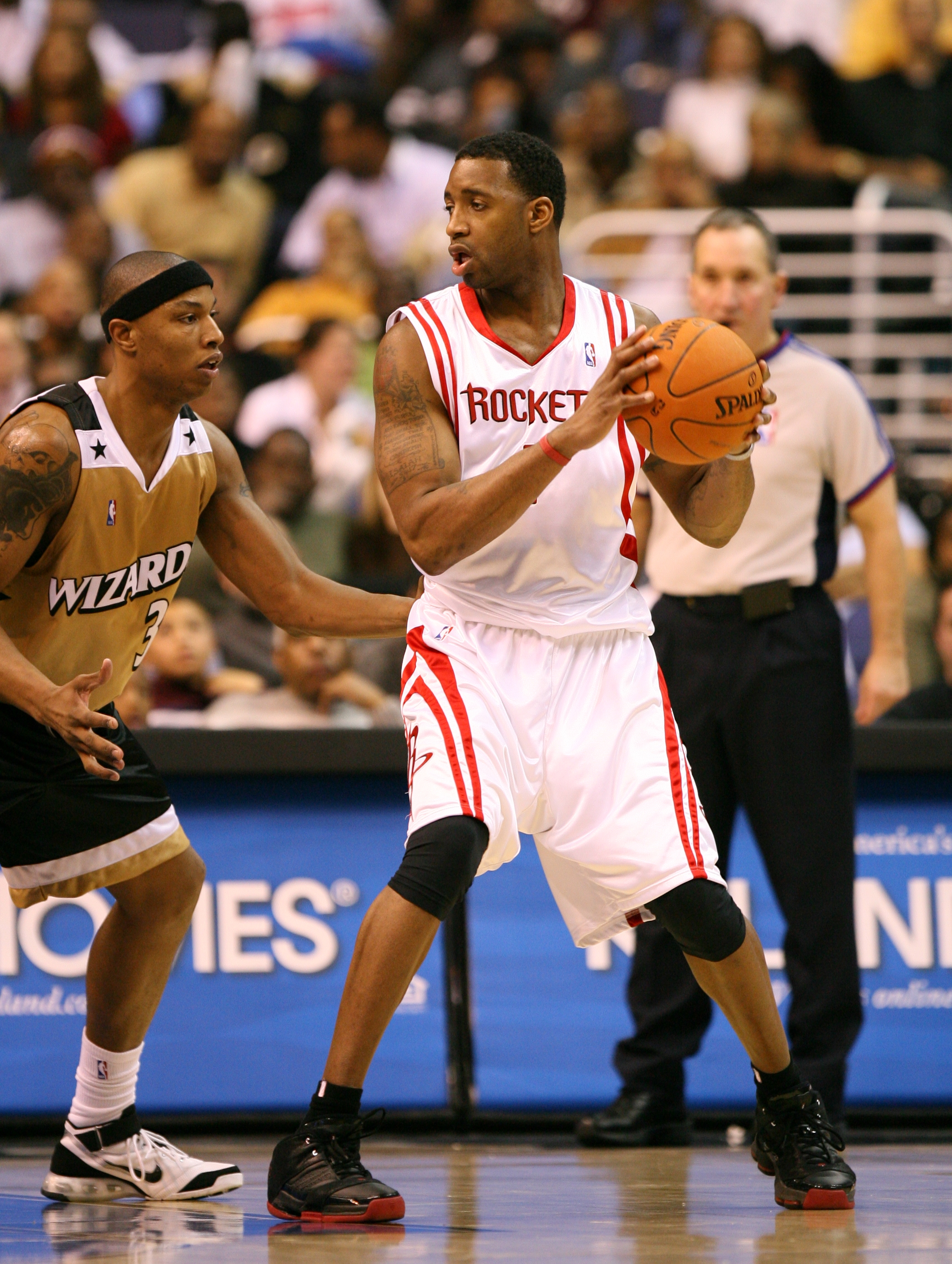
Tracy McGrady, la 9ª elección.

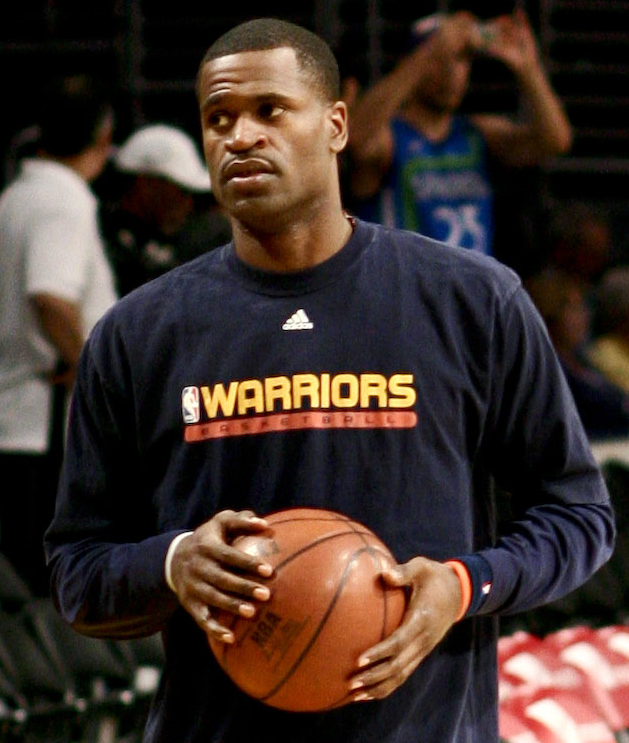
Stephen Jackson, la 42ª elección.

|  | Denota jugador miembro del Basketball Hall of Fame                                                 |
|  | Denota jugador que ha sido seleccionado al menos en un All-Star Game y un Mejor Quinteto de la NBA |
|  | Denota jugador que nunca ha jugado en la NBA                                                       |

| Pick | Jugador                | Nacionalidad                         | Equipo de la NBA                               | Origen (Universidad/club)      |
| ---- | ---------------------- | ------------------------------------ | ---------------------------------------------- | ------------------------------ |
| 1    | Tim Duncan (F/C)       | Islas Vírgenes de los Estados Unidos | San Antonio Spurs                              | Wake Forest                    |
| 2    | Keith Van Horn (SF)    | Estados Unidos                       | Philadelphia 76ers                             | Utah                           |
| 3    | Chauncey Billups (PG)  | Estados Unidos                       | Boston Celtics                                 | Colorado                       |
| 4    | Antonio Daniels (PG)   | Estados Unidos                       | Vancouver Grizzlies                            | Bowling Green                  |
| 5    | Tony Battie (C/F)      | Estados Unidos                       | Denver Nuggets                                 | Texas Tech                     |
| 6    | Ron Mercer (SF)        | Estados Unidos                       | Boston Celtics                                 | Kentucky                       |
| 7    | Tim Thomas (SF)        | Estados Unidos                       | New Jersey Nets                                | Villanova                      |
| 8    | Adonal Foyle (C)       | San Vicente y las Granadinas         | Golden State Warriors                          | Colgate                        |
| 9    | Tracy McGrady (G/F)    | Estados Unidos                       | Toronto Raptors                                | Mt. Zion Academy               |
| 10   | Danny Fortson (PF)     | Estados Unidos                       | Milwaukee Bucks                                | Cincinnati                     |
| 11   | Tariq Abdul-Wahad (SF) | Francia                              | Sacramento Kings                               | San Jose State                 |
| 12   | Austin Croshere (F)    | Estados Unidos                       | Indiana Pacers                                 | Providence                     |
| 13   | Derek Anderson (SG)    | Estados Unidos                       | Cleveland Cavaliers                            | Kentucky                       |
| 14   | Maurice Taylor (PF)    | Estados Unidos                       | Los Angeles Clippers                           | Michigan                       |
| 15   | Kelvin Cato (C)        | Estados Unidos                       | Dallas Mavericks desde Minnesota Timberwolves  | Iowa State                     |
| 16   | Brevin Knight (PG)     | Estados Unidos                       | Cleveland Cavaliers desde Phoenix Suns         | Stanford                       |
| 17   | Johnny Taylor (F)      | Estados Unidos                       | Orlando Magic                                  | Chattanooga                    |
| 18   | Chris Anstey (F)       | Australia                            | Dallas Mavericks desde Portland Trail Blazers  | SE Melbourne Magic (Australia) |
| 19   | Scot Pollard (C)       | Estados Unidos                       | Detroit Pistons                                | Kansas                         |
| 20   | Paul Grant (C)         | Estados Unidos                       | Minnesota Timberwolves desde Charlotte Hornets | Wisconsin                      |
| 21   | Anthony Parker (SG)    | Estados Unidos                       | New Jersey Nets desde L.A. Lakers              | Bradley                        |
| 22   | Ed Gray (G)            | Estados Unidos                       | Atlanta Hawks                                  | California                     |
| 23   | Bobby Jackson (G)      | Estados Unidos                       | Seattle Supersonics                            | Minnesota                      |
| 24   | Rodrick Rhodes (G)     | Estados Unidos                       | Houston Rockets                                | USC                            |
| 25   | John Thomas (C)        | Estados Unidos                       | New York Knicks                                | Minnesota                      |
| 26   | Charles Smith (G)      | Estados Unidos                       | Miami Heat                                     | Nuevo México                   |
| 27   | Jacque Vaughn (G)      | Estados Unidos                       | Utah Jazz                                      | Kansas                         |
| 28   | Keith Booth (F)        | Estados Unidos                       | Chicago Bulls                                  | Maryland                       |

## Segunda ronda
| Pick | Jugador              | Nacionalidad   | Equipo de la NBA                             | Origen (Universidad/club)             |
| ---- | -------------------- | -------------- | -------------------------------------------- | ------------------------------------- |
| 30   | Serge Zwikker (C)    | Países Bajos   | Houston Rockets (desde Vancouver Grizzlies)  | North Carolina                        |
| 31   | Mark Sanford (F)     | Estados Unidos | Miami Heat (desde Boston Celtics)            | Washington                            |
| 32   | Charles O'Bannon (G) | Estados Unidos | Detroit Pistons (desde San Antonio Spurs)    | UCLA                                  |
| 33   | James Cotton (G)     | Estados Unidos | Denver Nuggets                               | Long Beach State                      |
| 34   | Marko Milic (G)      | Eslovenia      | Philadelphia 76ers                           | Smelt Olimpija (Eslovenia)            |
| 35   | Bubba Wells (F)      | Estados Unidos | Dallas Mavericks                             | Austin Peay                           |
| 36   | Kebu Stewart (F)     | Estados Unidos | Philadelphia 76ers (desde New Jersey Nets)   | Cal State Bakersfield                 |
| 37   | James Collins (G)    | Estados Unidos | Philadelphia 76ers (desde Toronto Raptors)   | Florida State                         |
| 38   | Marc Jackson (F)     | Estados Unidos | Golden State Warriors                        | Temple                                |
| 39   | Jerald Honeycutt (F) | Estados Unidos | Milwaukee Bucks                              | Tulane                                |
| 40   | Anthony Johnson (G)  | Estados Unidos | Sacramento Kings                             | College of Charleston                 |
| 41   | Ed Elisma (F)        | Estados Unidos | Seattle SuperSonics (desde L.A. Clippers)    | Georgia Tech                          |
| 42   | Jason Lawson (C)     | Estados Unidos | Denver Nuggets (desde Indiana Pacers)        | Villanova                             |
| 43   | Stephen Jackson (G)  | Estados Unidos | Phoenix Suns                                 | Butler Community College (Kansas)     |
| 44   | Gordon Malone (F)    | Estados Unidos | Minnesota Timberwolves                       | West Virginia                         |
| 45   | Cedric Henderson (F) | Estados Unidos | Cleveland Cavaliers                          | Memphis                               |
| 46   | God Shammgod (G)     | Estados Unidos | Washington Bullets                           | Providence                            |
| 47   | Eric Washington (G)  | Estados Unidos | Orlando Magic (traspasado a Denver Nuggets)  | Alabama                               |
| 48   | Alvin Williams (G)   | Estados Unidos | Portland Trail Blazers                       | Villanova                             |
| 49   | Predrag Drobnjak (C) | Serbia         | Washington Bullets (desde Charlotte Hornets) | KK Partizan (Serbia)                  |
| 50   | Alain Digbeu (G)     | Francia        | Atlanta Hawks (desde Detroit Pistons)        | Villeurbanne (Francia)                |
| 51   | Chris Crawford (F)   | Estados Unidos | Atlanta Hawks                                | Marquette                             |
| 52   | DeJuan Wheat (G)     | Estados Unidos | Los Angeles Lakers                           | Louisville                            |
| 53   | C.T. Bruton (G)      | Australia      | Vancouver Grizzlies (desde Houston Rockets)  | Indian Hills Community College (Iowa) |
| 54   | Paul Rogers (C)      | Australia      | Los Angeles Lakers (desde New York Knicks)   | Gonzaga                               |
| 55   | Mark Blount (C)      | Estados Unidos | Seattle SuperSonics                          | Pittsburgh                            |
| 56   | Ben Pepper (C)       | Australia      | Boston Celtics (desde Miami Heat)            | Newcastle (Australia)                 |
| 57   | Nate Erdmann (G)     | Estados Unidos | Utah Jazz                                    | Oklahoma                              |
| 58   | Roberto Dueñas (C)   | España         | Chicago Bulls                                | FC Barcelona (España)                 |

## Jugadores destacados no incluidos en el draft
Estos jugadores no fueron seleccionados en el draft de la NBA de 1997, pero han jugado al menos un partido en la NBA.

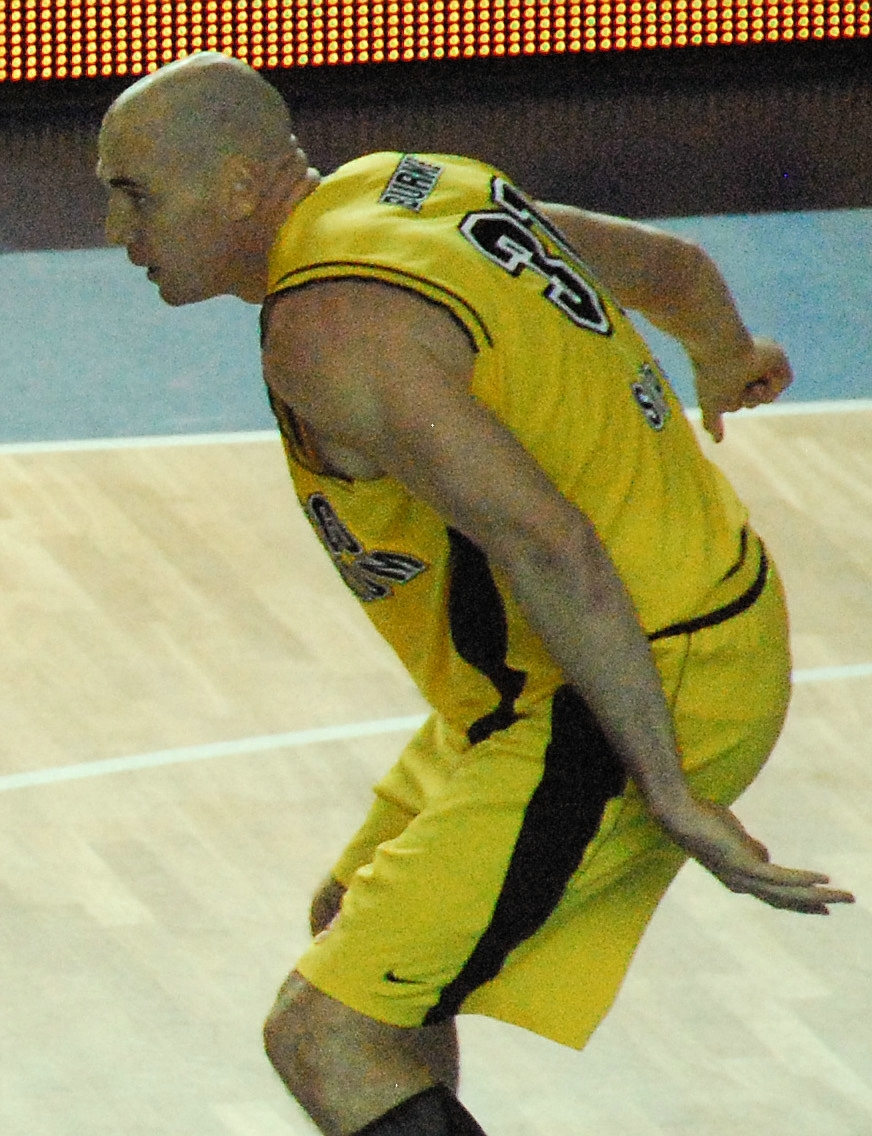
A pesar de no ser elegido en el draft, Pat Burke ganó notoriedad al convertirse en el primer irlandés en la NBA.

| Jugador         | Pos. | Nacionalidad   | Universidad/Club        |
| --------------- | ---- | -------------- | ----------------------- |
| Peter Aluma     | C    | Nigeria        | Liberty (Sr.)           |
| Pat Burke       | C    | Irlanda        | Auburn (Sr.)            |
| Marlon Garnett  | G    | Estados Unidos | Santa Clara (Sr.)       |
| Troy Hudson     | G    | Estados Unidos | Southern Illinois (Jr.) |
| Damon Jones     | G    | Estados Unidos | Houston (Jr.)           |
| Mikki Moore     | F/C  | Estados Unidos | Nebraska (Sr.)          |
| Ira Newble      | F    | Estados Unidos | Miami (Ohio) (Sr.)      |
| Fabricio Oberto | C    | Argentina      | Atenas (Argentina)      |
| Mike Penberthy  | G    | Estados Unidos | The Master's (Sr.)      |
| Michael Stewart | F/C  | Estados Unidos | California (Sr.)        |